# Hamid Reza Pahlavi
Hamid Reza Pahlavi (in persiano حمیدرضا پهلوی‎; Teheran, 4 luglio 1932 – Teheran, 12 luglio 1992) è stato un principe iraniano della dinastia Pahlavi, figlio di Reza Shah Pahlavi.

## Biografia
Hamid Reza Pahlavi nacque il 4 luglio 1932 a Teheran, in Iran, nel Palazzo di Marmo. Era l'undicesimo e ultimo figlio di Reza Pahlavi, Shah da sette anni, e il quinto dalla sua consorte secondaria Esmat Dowlatshahi. Sebbene nato principe imperiale, non fu ammesso alla successione al trono a causa del fatto che sua madre era un membro della dinastia Qajar, deposta proprio da Reza Pahlavi. 
Dopo l'istruzione primaria in Iran, venne mandato a studiare negli Stati Uniti. L'esperienza si rivelò fallimentare: Hamid si fece espellere dalla prima scuola superiore di Newport perché fuggito per recarsi prima a Parigi e poi a Provincetown, e tre mesi dopo ripeté la cosa nella sua nuova scuola a Washington, recandosi a Hollywood da suo fratello Mahmoud. In entrambe le occasioni dichiarò di averlo fatto per nostalgia della famiglia e perché entrambe le scuole erano esclusivamente maschili e gli mancavano le ragazze. 
Anche tornato in Iran, Hamid continuò a rendersi noto per il suo stile di vita scandaloso e alle volte losco, fra cui avere due figli fuori dal matrimonio, il mantenere la poligamia e l'essere coinvolto nel traffico d'oppio. Per tutto ciò, Mohammed Reza, fratellastro di Hamid e Shah dal 1941, decise di privarlo dei suoi titoli e bandirlo da corte. 
Durante gli anni '60, divenne noto come una figura di spicco del narcotraffico iraniano. 

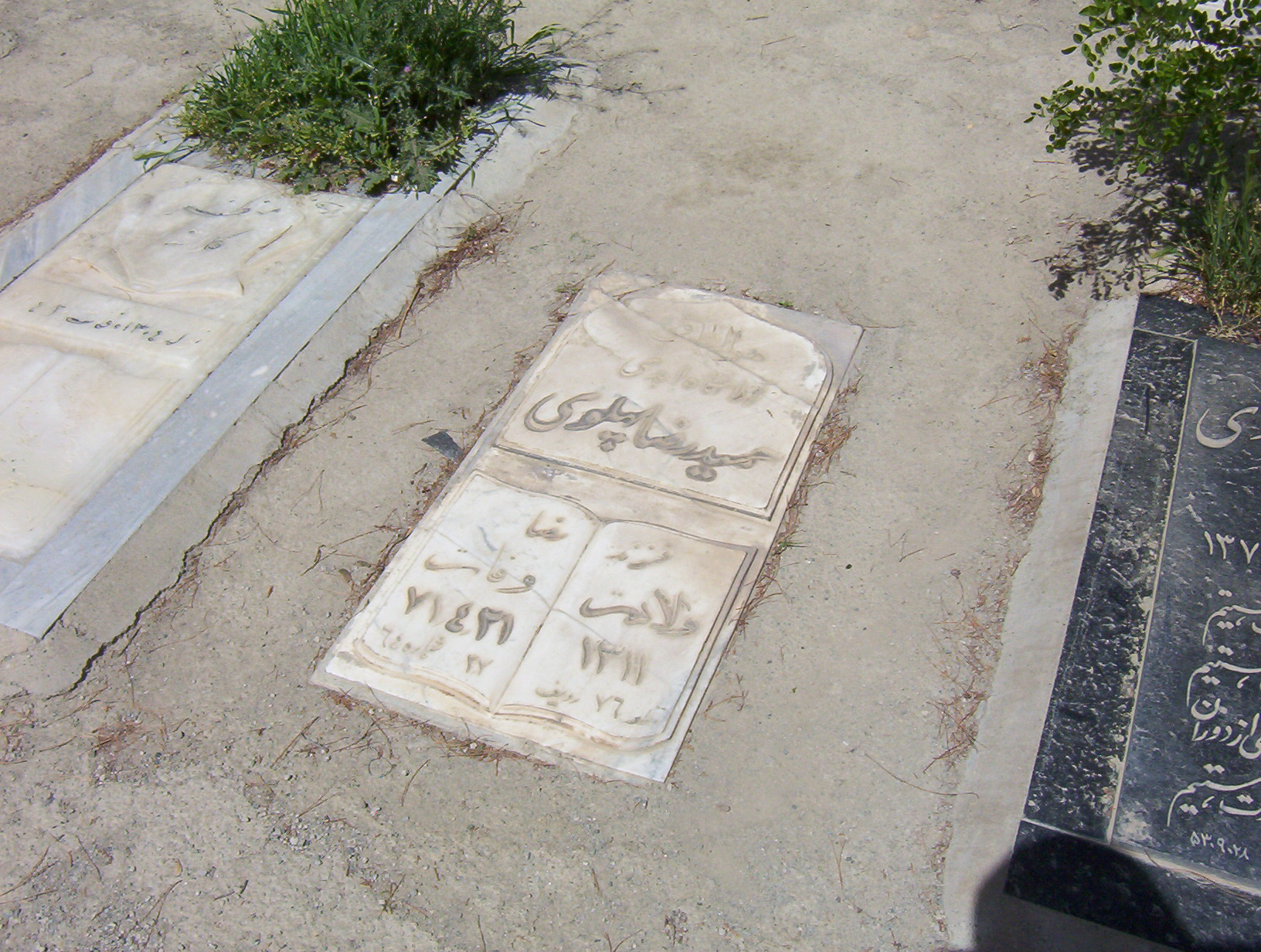
Lapide di Hamid Reza Pahlavi

Nel 1979, a seguito della rivoluzione islamica che depose i Pahlavi e pose fine alla monarchia in Iran, Hamid, a differenza del resto della sua famiglia, decise di restare in Iran sotto il falso nome di Islami. Tuttavia, nel 1986 fu arrestato con l'accusa di vagabondaggio e condannato a dieci anni per traffico di droga. Dalla prigione di Evin, dove fu detenuto, dichiarò di essere piuttosto un prigioniero politico: disse di essere stato arrestato per il suo nome e di condividere la cella con generali e funzionari fedeli ai Pahlavi, ma che non era maltrattato e che le cose potevano "andare peggio".  
Morì in cella il 12 luglio 1992, di infarto, e venne sepolto nel cimitero di Behesht-e Zahra, a Teheran.

## Discendenza
Hamid Reza Pahlavi ebbe tre mogli, da cui ebbe un totale di quattro figli, due maschi e due femmine:
- Nel marzo 1951, a Teheran, sposò Minou Dowlatshahi, dalla quale ebbe una figlia:
  - Niloufar Pahlavi (nata nel 1953).
- Nel 1959, sposò Homa Khameneh, dalla quale aveva già avuto un figlio e una figlia:
  - Behzad Pahlavi (1957–1983). Dopo aver passato l'infanzia nel Regno Unito, venne riportato in Iran su ordine dello zio Mohammed Reza e iscritto alla scuola militare[14].
  - Nazak Pahlavi (12 febbraio 1958 – 27 dicembre 1987).
- Nel 1974, sposò Houri Khameneh, dalla quale ebbe un figlio:
  - Jaafar Pahlavi (nato nel 1975).